# Jodi Lynn Anderson
Jodi Lynn Anderson (geb. 1953) is een Amerikaanse kinderboekenschrijfster.

## Loopbaan
Aan de Universiteit van Maryland behaalde zij haar bachelortitel voor Britse literatuur; en aan het particuliere Bennington College behaalde zij haar mastertitel voor schrijven en literatuur.
In dienst als boekredacteur bij uitgeverij HarperCollins in New York bedacht zij het boekconcept voor het boek 4 vriendinnen 1 spijkerbroek van auteur Ann Brashares. Daarna is zij fictie voor jongeren gaan schrijven en werd een van haar boeken als bestsellerroman gekwalificeerd in de New York Times.

## Uitgaven
Anderson heeft enkele jeugdboeken geschreven waaronder een serie over drie vriendinnen:
- 3 vriendinnen, 1 fruitige zomer (2006; oorspr.: Peaches (2005))
- 3 vriendinnen, 7 verlangens (2007; oorspr.: The Secrets of Peaches (2006))
- 3 vriendinnen en de liefde (2009; oorspr. Love and Peaches (2008)).

In het Engels is deze serie uitgebracht onder de naam Peaches, te danken aan Andersons liefde voor perziken. De Nederlandse serie is uitgegeven door uitgeverij De Fontein.

## Privé
Anderson groeide op in het noorden van New Jersey en woonde enige tijd in Georgia en Washington D.C., en daarna is zij zich gaan vestigen in Asheville, North Carolina. Anderson is getrouwd en heeft één zoon.
- Bibliothèque nationale de France: cb15586649t (data)
- Gemeinsame Normdatei: 131758462
- International Standard Name Identifier: 0000 0001 2037 1712
- Library of Congress Control Number: n2004030762
- Bibliotheek van het Japanse parlement: 01184675
- Nationale Bibliotheek van Tsjechië: xx0313533
- Nationale Bibliotheek van Israël: 987007413507905171
- Nederlandse Thesaurus van Auteursnamen: 296052493
- Système universitaire de documentation: 144807289
- Virtual International Authority File: 70071484
- WorldCat: E39PBJmTmBJRjdtQVx89vy7WDq